# Casey Kaufhold
Casey Kaufhold (/ˈkɔːfoʊld/; 6 de março de 2004) é uma arqueira estadunidense, que compete em eventos de arco recurvo feminino.

## Carreira
Em 2019, Kaufhold competiu no evento de arco recurvo feminino por equipe no Campeonato Mundial de Tiro com Arco realizado em 's-Hertogenbosch, Holanda. Kaufhold, Khatuna Lorig e Erin Mickelberry avançaram para as rodadas de eliminação, onde foram eliminadas em sua primeira partida contra a Suécia. Em agosto de 2019, Kaufhold e Josef Scarboro ganharam a medalha de prata no evento de arco recurvo por equipe mista de cadetes no Campeonato Mundial Juvenil de Tiro com Arco realizado em Madri, Espanha.
No mesmo ano, como parte da Copa do Mundo de Tiro com Arco de 2019, Kaufhold e Brady Ellison conquistaram a medalha de prata na competição de equipes mistas realizada em Medellín, Colômbia. Em setembro de 2019, ela estabeleceu um novo recorde mundial júnior para a rodada de classificação de 70 metros com 72 flechas, com uma pontuação de 675 em 720 pontos possíveis.
Kaufhold se classificou nas seletivas dos EUA de 2021 para representar os Estados Unidos nas Olimpíadas de Verão de 2020 em Tóquio, Japão. Ela também estabeleceu um novo recorde mundial sub-21 de 682 de 720 pontos possíveis durante a rodada de qualificação. Nas Olimpíadas de Verão de 2020, ela ficou em 17º lugar na rodada de classificação no evento individual feminino. Dois meses após as Olimpíadas, Kaufhold conquistou a medalha de prata no evento individual feminino no Campeonato Mundial de Tiro com Arco de 2021, realizado em Yankton.
Kaufhold competiu no Campeonato Mundial de Tiro com Arco de 2023, realizado em Berlim, Alemanha. Ela perdeu sua disputa pela medalha de bronze no evento individual feminino de arco recurvo. Ela também competiu no recurvo feminino por equipe e nos eventos mistos de arco recurvo. Ela ganhou três medalhas, incluindo duas de ouro, nos Jogos Pan-Americanos de 2023, realizados em Santiago, Chile. Também conseguiu duas medalhas de ouro no Campeonato Pan-Americano de Tiro com Arco de 2024, realizado em Medellín, Colômbia: ela ganhou a medalha de ouro na prova de arco recurvo individual feminino e na prova de arco recurvo por equipe feminino.
Kaufhold e Brady Ellison ganharam a medalha de bronze no evento de equipe mista nas Olimpíadas de Verão de 2024, realizadas em Paris, França. Ela também competiu nos eventos individuais femininos e de equipe feminina.